# Massey Ferguson 35
Le Massey Ferguson 35 (TO35/FE35/MF35) est un tracteur agricole initialement produit de 1955 à 1964.

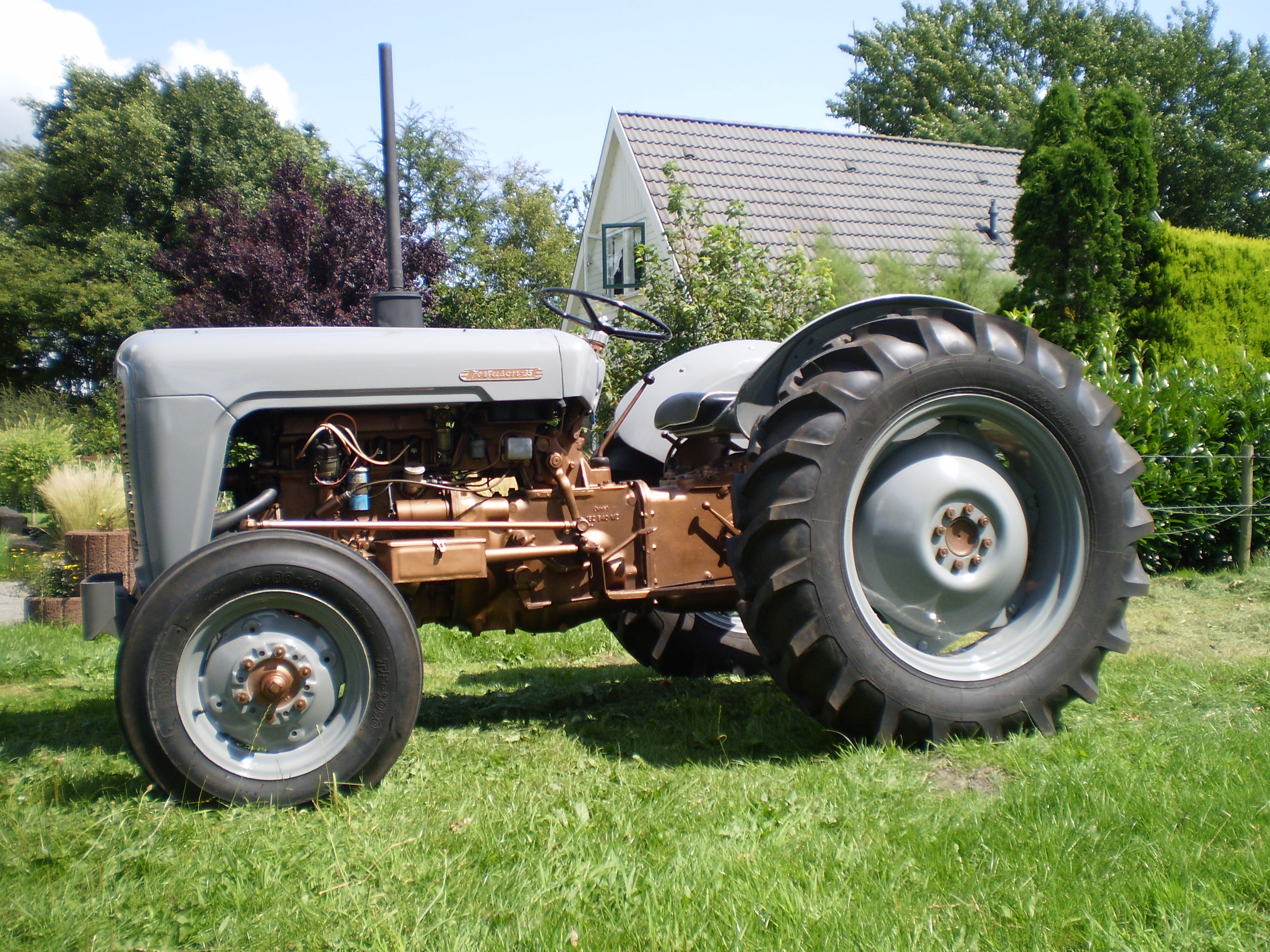
Tracteur FE35.